# بطولة تونس للكرة الطائرة للرجال 2002-2003
بطولة تونس للكرة الطائرة للرجال 2002-2003 هو الموسم رقم 48 من بطولة تونس للكرة الطائرة للرجال.

فاز بهذا الموسم النادي الأولمبي القليبي.

## روابط خارجية
- الموقع الرسمي للجامعة التونسية للكرة الطائرة.